# 中洲寮

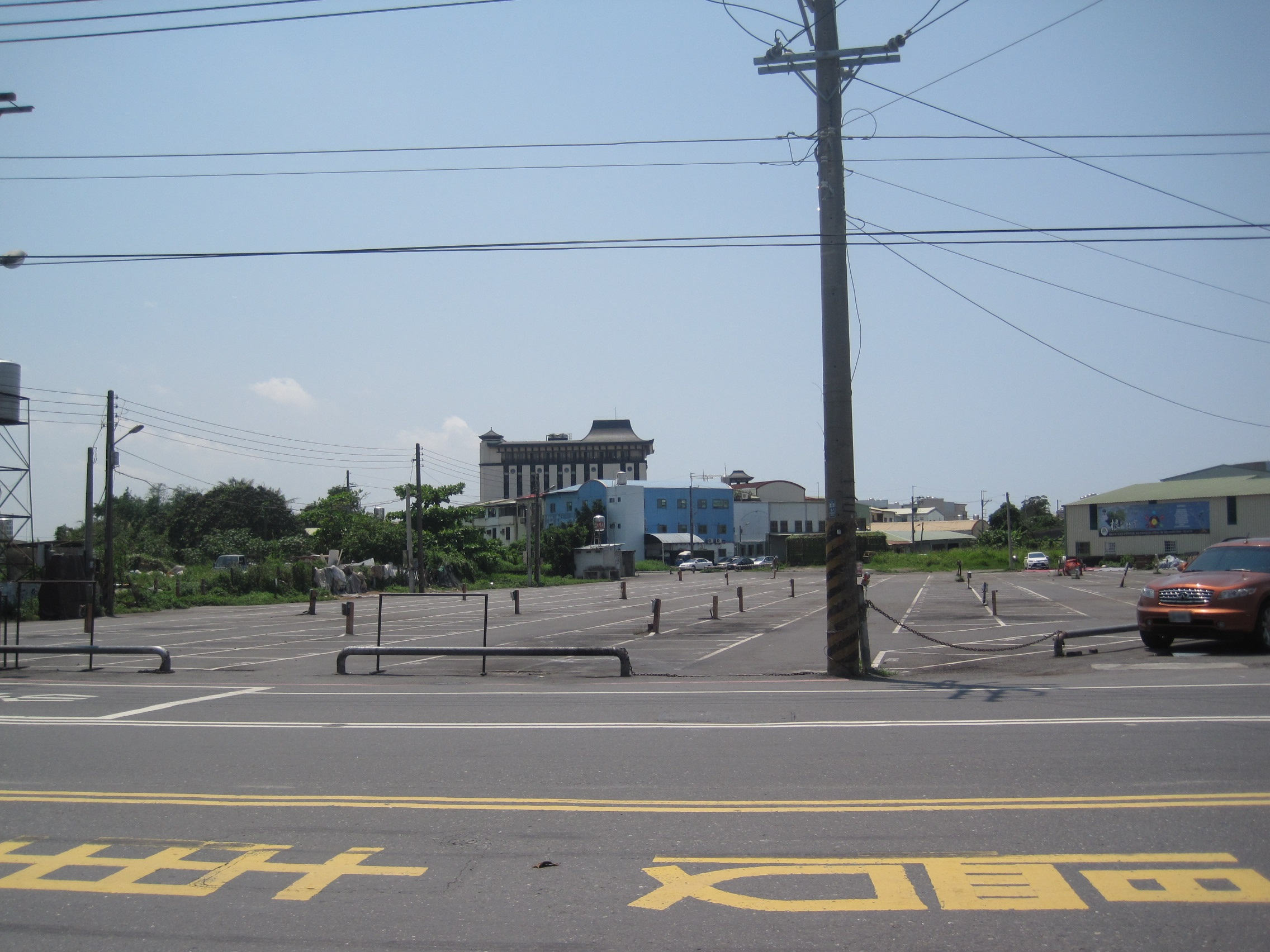
白天時的中洲寮夜市，該空地原是集蔗場。

中洲寮（亦作「中州寮」）為臺南市安南區的聚落，是「台江十六寮」之一，屬於廣義的和順地區。該聚落現在劃分成州北里與州南里，北面為與安定區之區界、東北有塭南里、東邊有東和里、南面有新順里與安順里、西邊有布袋里。
該聚落名稱的由來是因為居民祖先大多來自學甲中洲，雖然聚落位於安南區的東北角，但因為臺19線的經過，所以有良好的發展。

## 沿革
中洲藔在清末臺江內海淤積成陸之後，漸有移民來此開墾。早期居民多來自學甲中洲，以姓林、姓邱為大宗。清末被劃分在臺灣縣武定里，後來改制為安平縣外武定里。清朝時由於墾地大戶曾對中洲藔與其他村莊嚴苛抽糧，於是居民團結起來，推舉「林有」為代表向官府爭地，最後成功。而此事傳說有學甲慈濟宮保生大帝顯靈幫助，是以居民感念而從慈濟宮分香供奉，後來建立庄廟保安宮供奉保生大帝。
日治初期，中洲藔屬於外武定里和順藔庄，後來改為外武定區和順藔庄。大正九年（1920年）改制後，中洲寮成為「臺南州新豐郡安順庄和順寮」底下的一個小字。而日治時期因附近建有三崁店製糖所（永康糖廠），居民多種甘蔗，附近也設有糖鐵運送原料至糖廠。
二次大戰後，中洲寮因為聚落過大，所以被劃分成兩個里。

## 設施
中洲寮境內設有和順國中、和順國小、臺南特教學校等學校，此外設有安南醫院與仁愛之家。臺南市肉品市場也設在中洲寮，過去該市場位於中西區的西門路一帶，1973年向台糖買地後遷到現址。
聚落信仰中心是保安宮，供奉分香自學甲慈濟宮的保生大帝。此外當地尚有佛教的福國寺與基督教長老會和順教會。
中洲寮夜市會在每週二、六營業，所在的空地過去是永康糖廠的集蔗場。而過去中洲寮裡曾有「集成戲院」，由王姓家族出地，集合地方仕紳資金而成，故名「集成」，但隨著時代演變而沒落結束營業。

## 其他
當地俗諺「外塭仔出網，六塊寮撿孔，五塊寮出泥鰍籠，中洲（州）寮出人通」，其中的「中洲（州）寮出人通」的是因為中洲寮發展較為快速繁榮，相對地有許多遊手好閒之人。
台江十六寮七字歌謠「安身立命起草寮，地號出名十六寮，中洲、五塊、公親寮，和順、南路、陳卿寮，總理府衙溪頂寮，草湖、布袋嘴、新寮，總兵鎮守總頭寮，學甲、溪南、溪心寮，鹽田官衙本淵寮，大道公廟海尾寮。」